# Rhinella cristinae
Espèce
Synonymes
- Bufo cristinae Velez & Ruíz-Carranza, 2002

Statut de conservation UICN

 EN  : En danger
Rhinella cristinae est une espèce d'amphibiens de la famille des Bufonidae.

## Répartition
Cette espèce est endémique du département de Caquetá en Colombie. Elle se rencontre à Florencia vers 1 350 m d'altitude sur le versant Est de la cordillère Orientale. 
Sa présence est incertaine au Brésil.

## Étymologie
Cette espèce est nommée en l'honneur de María Cristina Ardila-Robayo.

## Publication originale
- Vélez-Rodriguez & Ruiz-Carranza, 2002 : A new species of Bufo (Anura: Bufonidae) from Colombia. Herpetologica, vol. 58, no 4, p. 453-462 (texte intégral).